# فستوكة شعرية الأوراق
الفستوكة شعرية الأوراق (باللاتينية: Festuca capillifolia) نوع نباتي يتبع جنس الفستوكة من الفصيلة النجيلية.

## الموئل والانتشار
موطنها المغرب العربي وإسبانيا.

## مرادفات للاسم العلمي
- (باللاتينية: Festuca scaberrima Lange [non Steudel, Syn. Pl. Glumac. 1: 316. 1854])

## الوصف النباتي
النبات عشبي معمر.